# Sven-Ove Svensson
Sven-Ove Svensson (9 giugno 1922 – 21 dicembre 1986) è stato un calciatore svedese, di ruolo centrocampista.

## Carriera
Vinse il Guldbollen nel 1951.